# イルマ・カルデイラ
イルマ・カルデイラ（Hilma Caldeira、女性、1972年1月5日 - ）は、ブラジルの元バレーボール選手。現役時代のポジションはアウトサイドヒッター。元ブラジル代表。

## 来歴
- クラブチーム

ディアマンティーナ出身。1987年、Gerdau/Minasへ入団。1991/92シーズンのブラジル・スーパーリーガで準優勝、1992/93シーズンはリーグ優勝を果たした。1995/96シーズンからはOsasco Voleibol Clubeでプレーしリーグで準優勝した。1997/98シーズンは再びGerdau/Minasに加入し、ブラジル・スーパーリーガ3位となった。1998/99シーズンはイタリアセリエA1のバレー・ベルガモへ移籍。セリエA1リーグとイタリアスーパーカップで優勝、欧州チャンピオンズリーグで金メダルを獲得した。1999/00シーズンはトルコリーグのワクフバンクSKに移籍し、トルコリーグとトルコカップで準優勝した。2000/01シーズンはイタリアセリエA1のVolley Spezzanoでプレーした。2001/02シーズンは再びワクフバンクSKに加入し、トルコリーグ準優勝となった。2002年に現役を引退した。
- 代表チーム

アンダーカテゴリーの代表として1989年のジュニア世界選手権で金メダルを獲得し自身はMVPに選ばれた。1991年にシニアのブラジル代表に初選出され、同年のワールドカップでデビュー。1992年、バルセロナ五輪に出場し4位となった。1994年、ワールドグランプリで金メダルを獲得した。同年に自国開催された世界選手権で銀メダルを獲得した。1995年、ワールドグランプリで銀メダルを獲得した。同年11月のワールドカップで銀メダルを獲得した。1996年、アトランタ五輪に出場し銅メダルを獲得した。1998年、ワールドグランプリで金メダルを獲得した。

## 球歴
- オリンピック - 1992年、1996年
- 世界選手権 - 1994年
- ワールドカップ - 1991年、1995年
- ワールドグランプリ - 1993年、1994年、1995年、1996年、1998年

## 受賞歴
- 1989年　ジュニア世界選手権　MVP
- 1993年　世界クラブ選手権　ベストディガー賞
- 1993年　南米選手権 ベストスパイカー賞
- 1994年　ワールドグランプリ　ベストディガー賞
- 1998年　イタリアスーパーカップ　MVP
- 1999年　欧州チャンピオンズリーグ　ベストスパイカー賞

## 所属クラブ
- Gerdau/Minas（1987-1995年）
- Osasco Voleibol Clube（1995-1997年）
- Gerdau/Minas（1997-1998年）
- バレー・ベルガモ（1998-1999年）
- ワクフバンクSK（1999-2000年）
- Volley Spezzano（2000-2001年）
- ワクフバンクSK（2001-2002年）